# Prîvitne, Zolotonoșa
Prîvitne (în ucraineană Привітне) este o comună în raionul Zolotonoșa, regiunea Cerkasî, Ucraina, formată numai din satul de reședință.

## Demografie
Componența lingvistică a comunei Prîvitne
     Ucraineană (94,18%)
     Rusă (5,66%)
Conform recensământului din 2001, majoritatea populației comunei Prîvitne era vorbitoare de ucraineană (94,18%), existând în minoritate și vorbitori de rusă (5,66%).